# 江陵浸透事件
江陵浸透事件（カンヌンしんとうじけん）は、韓国の江原道江陵市付近の海域において、韓国内に侵入して偵察活動を行っていた工作員を回収しにきた北朝鮮の特殊潜水艦（サンオ型潜水艦）が海岸に接近したところ座礁し、帰還の手段を失った乗組員と工作員26名のうち艦長以下11名が集団自決、他は韓国内に逃亡・潜伏し、大韓民国国軍がこれに対し掃討作戦を展開した事件。
侵入事件は1996年9月18日に発覚し、韓国はのべ150万人の軍・警察関係者を動員して捜索活動を行い、掃討作戦終了日の1996年11月7日までの間に工作員3名を含む乗組員26人のうち24名の死亡を確認、1人を逮捕したものの1人は逃走した。北朝鮮側が逮捕1名、行方不明1名、射殺13名、集団自決11名であったのに対し、韓国側の被害は、軍人12名（事故死4名を含む）、警察官1名（事故死）、民間人4名（事故死1名を含む）の計17名が死亡、27名が負傷した。なお、韓国当局は座礁した潜水艦からRPG-7、M16、AK-47、対戦車手榴弾などの火器類、地図、偵察用カメラなど計327種4012点を押収した。

## 事件の経緯
本事件の当事者証言としては、韓国で逮捕された北朝鮮工作員、李光洙（イ・グァンス）の『潜航指令』がある。

### 韓国侵入、座礁
工作任務を帯びた北朝鮮のサンオ型潜水艦は、1996年9月13日未明に元山近郊の海軍基地を出航すると、すぐに潜望鏡深度に潜航し、シュノーケルを用いて南下した。潜水艦は、軍事境界線を越える際、エンジンを停止してシュノーケルを下ろし、動力源をバッテリーに移行、深度約150メートルを数ノットの超低速で隠密裏に越境した。周辺海域では当時、韓国海軍による警備が行われていたが、ソナーや対潜哨戒機に気づかれることはなかった。越境の数時間後、潜水艦はシュノーケルを出してエンジンに点火し、潜望鏡深度での南下を続けた。9月15日、潜水艦は人気の少ない江陵市沖の海域に到着した。そして、工作員3名が土台人への埋没連絡および軍事施設の写真偵察のため、艦首のエアロック室から海中に放たれ、泳いで上陸することを指示された。その後、艦は沖に出て潜望鏡による海上偵察を行いながら工作員の帰還を待った。
しかし9月17日、工作員を回収するために海岸に接近したところ、波に押し流されたために座礁した。潜水艦内では数時間にわたる離礁作業を実施したが、スクリューが破損したため脱出は絶望的となった。潜水艦艦長は、艦の放棄を決定し、総員を離艦させた。また、潜水艦を遠隔操作で爆発させ、艦内の機材や機密文書等を処分することで証拠隠滅を図ったが、効果は不十分に終わった。後日、潜水艦の船体を含め、処分できなかった千点を超える物品が証拠資料として押収された。
離艦した乗組員は、全員泳いで海岸に上陸したが、近隣の山野に潜伏せざるを得なくなった。

### 座礁艦の発見
乗組員上陸から約2時間後の9月18日未明、海岸沿いの道路を走行していたタクシー運転手らが潜水艦を発見し、当局に通報した。座礁艦発見の1時間後、韓国軍は対スパイ浸透要領である「珍島犬警報」に基づく非常呼集（珍島犬1号）を発令、江陵市北方を中心に掃討作戦を開始した。北朝鮮に対する韓国世論も硬化し、金泳三大統領は、翌日「武装ゲリラによる許しがたい武力挑発」と断定、強硬な立場を表明した。
なお、押収された工作員のカメラには、飛行場、海岸の風景、通信基地の鉄塔などが写っていた。

### 掃討作戦
9月18日、現場から約20キロメートル離れた山中で、集団自決した艦長と政治将校を含む北朝鮮工作員11名の遺体が発見された。検視の結果、自決した政治将校は青酸カリを服毒して倒れた10名の頭部をトカレフで撃ち抜いて止めを刺した後で、自らも青酸カリを服毒した上に頭を撃ち抜いて死亡したことが判明した。
9月19日、韓国軍は、捜索地域3ヵ所で工作員7名を射殺した。そのうちの1ヶ所では、部隊が捜索を実施していたところ、穴を草木や落ち葉で隠した蛸壺壕（通称「ピット」）を掘って潜伏していた工作員1名が、機先を制してピットを飛び出して部隊に手榴弾を投擲し、その爆発の混乱に乗じて逃走したが、まもなく韓国軍の増援部隊によるヘリボーン作戦で退路を断たれ射殺された。また、単独行動中だった工作員1名（李光洙）が、民家に侵入したところを駆けつけた警察官に逮捕された。
9月21日、逃走中の工作員との銃撃戦が発生し、工作員2名を射殺したものの韓国軍に1名の戦死者が出る。この事件における韓国側初の戦死者である。別件で、自身の小銃を暴発させた韓国軍兵士1名が死亡する事故が発生した。
工作員は道のない山中を時速10キロで移動、その射撃は遠距離から正確に韓国軍兵士の眉間を撃ち抜いており、韓国軍と社会は北朝鮮特殊部隊員の高い能力に震撼した。
9月22日、この日の未明、工作員の予想接近経路と見積もられていた地域で張り込みを行なっていた韓国軍部隊が、工作員2名に遭遇し、銃撃戦となった。銃撃戦の結果、工作員2名を射殺したものの、兵士2名が戦死した。同日、民間人の巻き添えも発生。捜索地域の山中でキノコ採りをしていた民間人1名が、工作員と誤認した韓国軍兵士によって誤射され死亡した。当時は、捜索地域に住む住民に対して、夜8時から早朝6時までの夜間外出禁止令（屋内退避）と入山制限が発令されていたが、誤射された民間人はこれを無視してキノコ採りを行なっていたところを誤射されたものである。この誤射を受けて、捜索地域の山への入山制限や夜間外出禁止令の遵守がより徹底される。工作員の予想接近経路とみなされた一部の地域では、屋内退避を実施しても安全を確保できないと判断され、住民には避難が命令された。
9月28日、工作員1名が発見され、射殺された。9月29日、捜索中の兵士が、近くに隠れていた味方の兵士を工作員と誤認して射殺する事故が発生した。10月1日、捜索中の警察官が、工作員と誤認されて射殺される事故が発生した。10月9日、山の中から銃声が聞こえたとの通報を受け、軍と警察が捜索したところ、年配の民間人3名が山中で遺体となって発見された。当局が課した入山制限は、他者と競争することなく良質なキノコを確保するチャンスであるとして、キノコ採りのために入山したところ、逃走中の工作員に遭遇し射殺されたのである。10月12日、捜索中の兵士が、近くに隠れていた味方の兵士を工作員と誤認して射殺する事故が発生した。以降、約3週間にわたって工作員の足取りがつかめなくなった。
工作員は太白山脈の山中に点在する別荘やスキー場等の無人の施設で生活必需品や食料を調達したり、キノコや山菜等の植物、ネズミ等の動物を採取して生命を維持しつつ、日中は休息を取るために「ピット」を掘って潜伏し、約40日かけて約150～200キロメートルの距離を移動したとみられている。
韓国軍は掃討作戦の一環として、逃走中の工作員が無線機を所持して北朝鮮当局と交信する可能性を考慮して、捜索地域で電子戦を実施して無線の電波を妨害した。また、捜索地域では多数の拡声器を設置して投降を促す説得をしたり、投降を呼びかけるビラをヘリコプターから地上に散布し、工作員を生きて捕獲する取り組みもあわせて実施した。
11月5日、6万人余の韓国軍による大包囲網を突破し、軍事境界線まで10キロメートルほどまで到達した工作員2名が発見された。森の中で韓国軍部隊に包囲され、追い詰められた工作員2名は小銃、拳銃と手榴弾で激しい白兵戦闘を行い、最終的に射殺されるまでに韓国軍兵士3名を戦死、14名を負傷させた。 

### 掃討作戦の終了
掃討作戦は、11月7日に掃討作戦終了が宣言されるまでの49日間に及んだ。射殺された工作員の所持品のカメラから現像された写真には、有事の際に北朝鮮の攻撃目標となりうる橋の写真などがあった。11月5日に射殺された2人の工作員の遺留品からは逃走の記録メモが残されており、このメモは9月15日の江陵沖到着、10月8日の民間人射殺、交通要所の橋の追加など10月28日までの偵察活動の一切が克明に記録されていた。これは、2人が韓国軍の大包囲網を突破する逃亡の途上でありながらも正確に偵察任務を遂行していたことを示しており、北朝鮮特殊部隊員の能力の高さを証明するものであった。
残る工作員1名は行方不明で、現在もこの人物の行方・生死などは判明していない。韓国在住の土台人（協力者）に合流し、かくまわれたか、北朝鮮に独力で帰還した可能性もある。

## 事件の背景
逮捕された工作員・李光洙は、空軍基地の偵察を目的に工作員を上陸させたと証言している。ただし、偵察局の大物幹部（偵察局海事部長）が同乗していたことや、押収された火器類があまりに重装備であったことから、それ以外の目的も考えられる。韓国国内にも協力者がいて潜伏中の工作員と共に「地下党」を構築しているのではないかとも推測されている。
工作員の捜索にあたった韓国軍・警察の合同捜索本部の発表によれば、北朝鮮工作員の韓国への侵入目的は、民間防衛訓練の偵察、江陵空軍飛行場の偵察、ケバン山の軍事通信施設の偵察に加え、将来の大規模な軍事挑発計画の成功の可能性の模索ないし潜水艦を用いた水中浸透方法のテスト、さらに浸透条件の確認ということであった。

## 事件の影響
北朝鮮側は当初、この事件に関して韓国領海に侵入した原因は訓練中の潜水艦の故障によるものであり、座礁したため緊急避難として韓国内に上陸したものだと説明し、潜水艦と乗組員の返還を要求した。これに対し、韓国側はスパイ行為であるとして返還を拒否し、北朝鮮側が報復を示唆するなど緊張が高まった。北朝鮮側はさらに「避難」した乗組員たちは非武装であったと主張し、彼らを殺傷した韓国側を逆に強く非難した。
米朝枠組み合意にもとづき、1995年3月に日本、韓国、米国が共同で立ち上げた朝鮮半島エネルギー開発機構（KEDO）の事業にもブレーキがかかった。一刻も早く事業を進めたいアメリカが韓国に対して圧力をかけ、それに対して韓国側が反発することもあった。北朝鮮側が謝意を表明するなどの行動に出ない限り、韓国側としてはKEDOの事業を進められない状況となった。すなわち、韓国政府は立場上、北朝鮮に対して事件の認定、謝罪、再発防止の確約を得ないならば、KEDOの事業については一定の冷却期間が必要で、事業は一時中断せざるをえない、という姿勢で向き合ったのである。
しかし、大量の武器が押収され、海流の流路の分析から漂流したとの北朝鮮側の主張が虚偽であることが明白になると、韓国政府が強硬姿勢に立ったこともあって、北朝鮮がようやく同年12月末に「深い遺憾の意」を表明するに至った。韓国側もこれに一定の評価をし、表面的には一応の決着をみた。
また、本事件の第一発見者がタクシー運転手であることから、潜水艦が座礁せず海岸線を離れていれば韓国軍が把握できなかった可能性も高かったので、韓国軍における海岸線防衛の問題も浮き彫りとなった。

## 生存者、李光洙
韓国当局に逮捕された李光洙は、行方不明者を除いてこの事件における北朝鮮側の唯一の生き残りである。李光洙は、朝鮮人民軍総参謀部偵察局所属の海軍上尉であり、北朝鮮に妻子がいた。江陵浸透事件の際、斥候に出たまま仲間とはぐれて単独行動をした李は、韓国の市民に変装したつもりで行動した。李は道に迷った登山者を装い、水と食料を求めて民家を訪れたが、当時から20年以上も昔に韓国で流行した時代錯誤な服装で、頭髪も海水に濡れた後洗わないままであったため、これに不審を抱いた住民によって電話で警察に通報された。
李は北朝鮮の生活水準しか知らなかったため、韓国の一般家庭に電話があるとは想像できず、自身が通報されたとも知らずに民家の軒先に佇んでいたところを、駆けつけてきた警察官2名によって逮捕されたのであった。
李は、軍で習得した撃術の技で抵抗することを考えつき、ズボンに隠していた小型拳銃を取り出そうとしたが、その正体を見透かして李の態度を警戒していた警察官によって即座に地面に押し倒されて抵抗を封じられ、口の中に服を詰め込まれて連行された。
逮捕後、李は自白し、思想転向を表明したことが韓国では高く評価され、罪を赦されて韓国海軍で教官として働くようになった。韓国海軍では、北朝鮮海軍の実情を基にした各種の講習・講演などを行った。韓国人女性と結婚し、娘を2人もうけ、大学院に進んで政治学修士号を取得するなど韓国社会に同化して生活している。

## 統一公園の建設
事件の結果として鹵獲された潜水艦は、2001年、現場近くの江陵市安仁津里海岸に開園された「江陵統一公園」の園内に展示されている。統一公園には、事件の証拠物を展示する「安保資料館」が併設されている。
韓国軍では、事件後に江陵市周辺の地誌を再検討。人目につきにくく密航しやすい地理的特性を有する現地では、今後も北朝鮮による浸透事件が発生するおそれがあるとして、現地の海岸をフェンス封鎖するとともに、統一公園に隣接する場所には周辺海域の警戒監視を行う警備所を建設した。その後、武装した陸軍兵士が警備所に常駐して警備にあたっている。